# Sint Laurenshaven
De Sint Laurenshaven is een haven in het Botlek-gebied in Rotterdam. De belangrijkste bedrijven aan de Sint Laurenshaven zijn Vopak met een tankopslagbedrijf en EBS met een gespecialiseerd overslagbedrijf voor droge minerale bulkproducten. Behalve opslag in de open lucht vindt ook opslag plaats in tanks met een kegelvormig dak voor die producten die vochtgevoelig zijn.
De Sint Laurenshaven is aangelegd in de jaren vijftig in het kader van de ontwikkeling van het Botlekgebied.